# Бруно Соріч
Бруно Соріч (італ. Bruno Sorić, 16 травня 1904 — 13 червня 1942) — італійський академічний веслувальник.
Бронзовий призер Олімпійських Ігор 1924 року в складі вісімки.
Чемпіон Європи 1923 року в складі вісімки, срібний призер 1922 року в складі вісімки.